# Armenisk-katolska kyrkan
Armenisk-katolska kyrkan (armeniska: Հայ Կաթողիկէ Եկեղեցի/Haj Katoghike Jekeghetsi) är en östkatolsk kristen självbestämmande delkyrka i Armenien som står i full kyrkogemenskap med den romersk-katolska kyrkan under påvens ledning.   

## Överhuvud
Från 1999 till sin död 2015 var Nerses Bedros XIX Tarmouni patriark. Han efterträddes av Krikor Bedros XX Gabroyan i juli 2015, vilken vid sin död 2021 ersattes av Raphaël Bedros XXI Minassian.

## Anhängare
Den är till antalet medlemmar en av de mindre kyrkorna i Armenien och hos den armeniska diasporan. Armenisk-katolska kyrkan finns, i likhet med den Armeniska apostoliska kyrkan, representerad i Sverige där den 2008 hade[när?] runt 150 familjer som medlemmar.

## Bilder

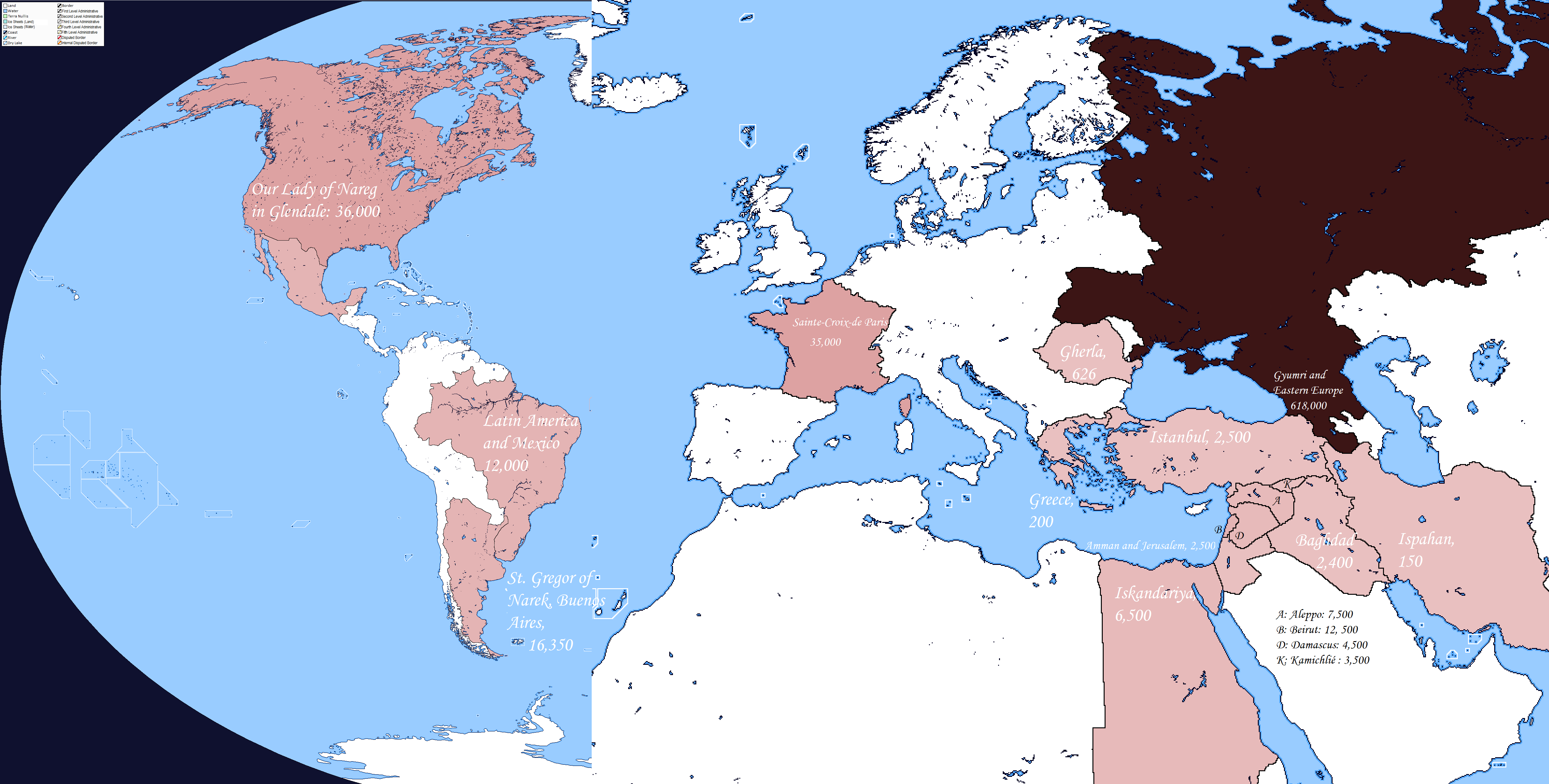
Karta över armenisk-katolska kyrkans jurisdiktioner.
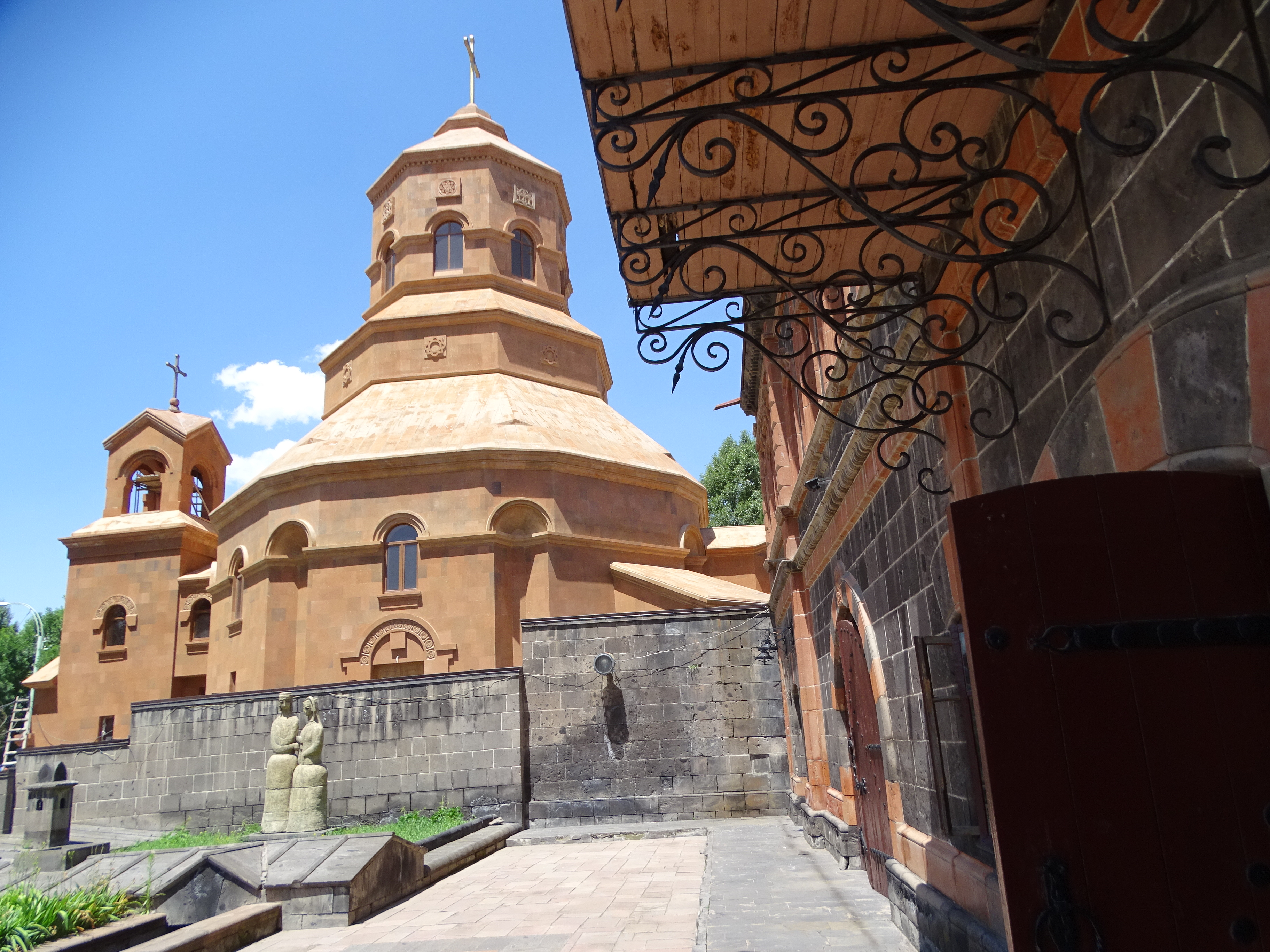
Armenisk-katolsk katedral i Gjumri, Armenien.
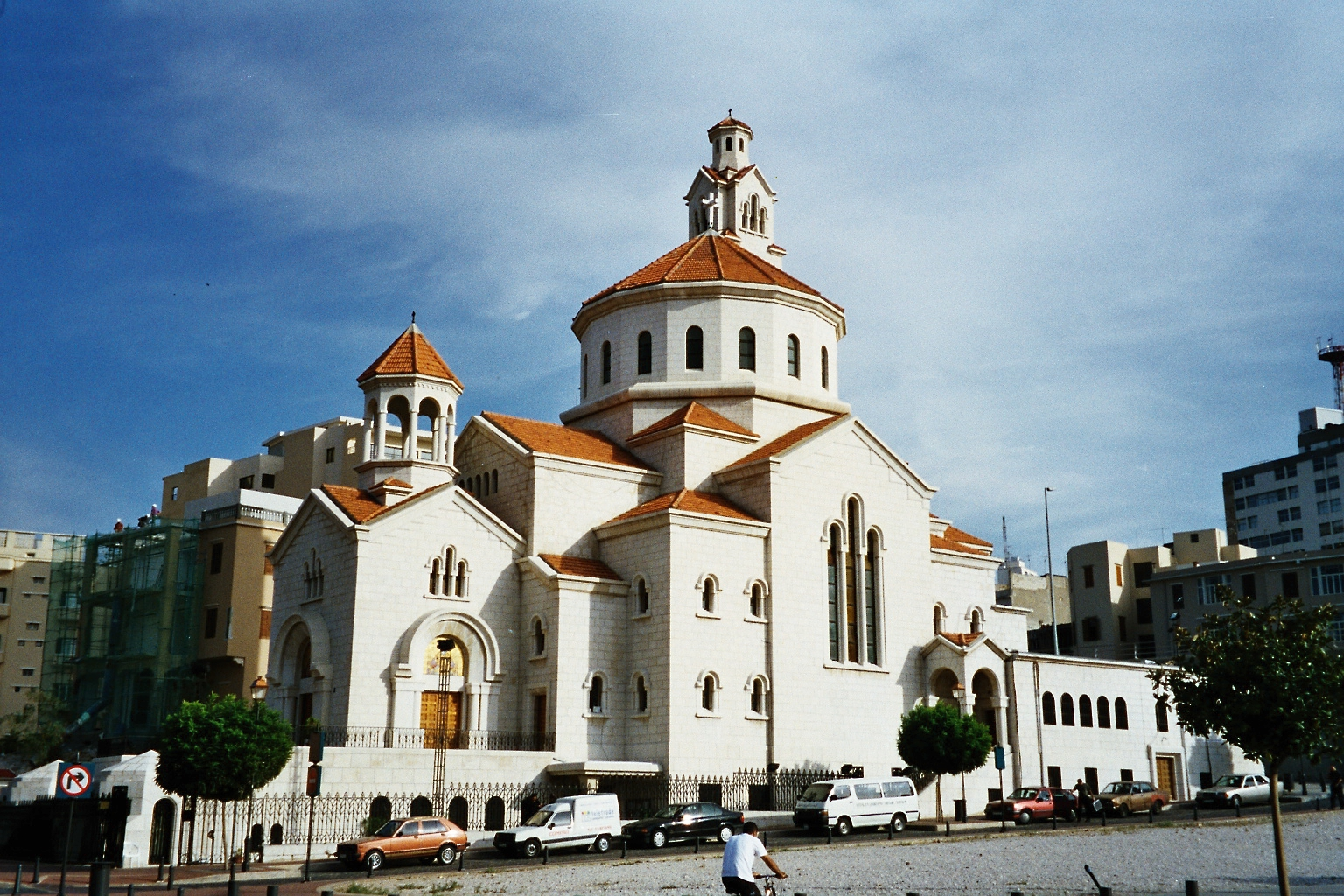
Armenisk-katolsk kyrka i Beirut, Libanon.
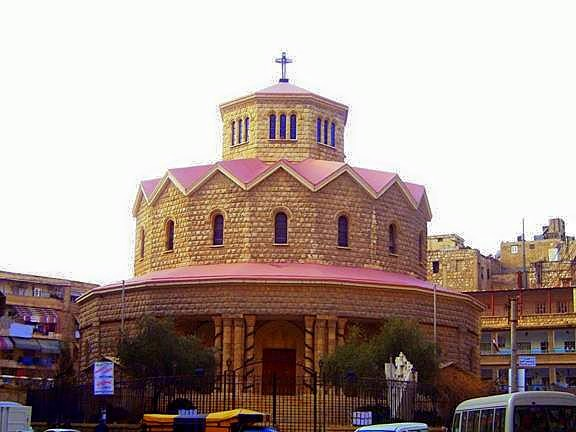
Armenisk-katolsk kyrka i Aleppo, Syrien.